# Emmeline (Oper)
Emmeline ist eine Oper in zwei Akten von Tobias Picker (Musik) mit einem Libretto von J. D. McClatchy nach dem gleichnamigen Roman von Judith Rossner. Sie wurde am 27. Juli 1996 an der Santa Fe Opera uraufgeführt.

## Handlung

### Kurzfassung
Erster Akt. 1841. Die Eltern der dreizehnjährigen Emmeline sind verarmte Farmer, die schon mehrere Kinder verloren haben. Ihre Tante Hannah bringt sie daher in der Textilmühle von Lowell (Massachusetts) unter. Sie soll dort arbeiten und das verdiente Geld nach Hause schicken. In der Fabrik freundet sich Emmeline mit der etwas älteren Sophie an. Die beiden leben mit den anderen arbeitenden Mädchen in der Pension von Mrs Bass. Nach einiger Zeit beginnt Emmeline ein Verhältnis mit dem Aufseher Maguire, der mit der Tochter des Fabrikbesitzers verheiratet ist. Sie wird schwanger, verliert ihre Arbeit und muss in ihre Heimat zurückkehren. Nachdem sie ihr Kind geboren hat, gibt die Tante es sofort an Adoptiveltern weiter. Emmeline weiß nicht einmal, ob es ein Junge oder ein Mädchen ist.
Zweiter Akt. Zwanzig Jahre später. Emmeline lebt noch immer unverheiratet im Haus ihrer Eltern, wo sie sich um ihre gelähmte Mutter kümmert. Als der wohlhabende Witwer Simon Fenton um ihre Hand anhält, weist sie ihn zurück. Zur selben Zeit nehmen ihre Eltern den jungen Bahnarbeiter Matthew Gurney als Pensionsgast auf. Er und Emmeline verlieben sich ineinander und heiraten trotz des großen Altersunterschieds. Matthew weiß nichts von Emmelines Vergangenheit, und auch seine eigene Herkunft liegt im Dunkeln. Die beiden bauen ein eigenes Haus, um dort ein neues Leben anzufangen. Nach dem Tod von Emmelines Mutter kommt auch ihre Tante Hannah zur Trauerfeier. Sie erkennt, dass Matthew Emmelines fortgegebener unehelicher Sohn ist. Alle Dorfbewohner wenden sich entsetzt von ihr ab, und Matthew verlässt das Dorf. Emmeline beschließt dennoch, in ihrem Haus zu bleiben, um auf seine Rückkehr zu warten.

### Erster Akt
Winter 1841
Szene 1. Die Begräbnisstätte der Familie Mosher in Fayette (Maine). Der Farmer Henry Mosher muss wieder einmal eines seiner Kinder zu Grabe tragen. Die neun überlebenden Geschwister, darunter als älteste die dreizehnjährige Emmeline, trauern mit ihrer Mutter und ihrer frommen Tante Hannah am Grab. Letztere erinnert ihren Bruder an die Situation der armen Familie. Sie glaubt, die einzige Hoffnung bestehe darin, Emmeline zum Arbeiten in die Textilmühle nach Lowell zu schicken. Henry überlässt ihr das Mädchen nur widerstrebend.

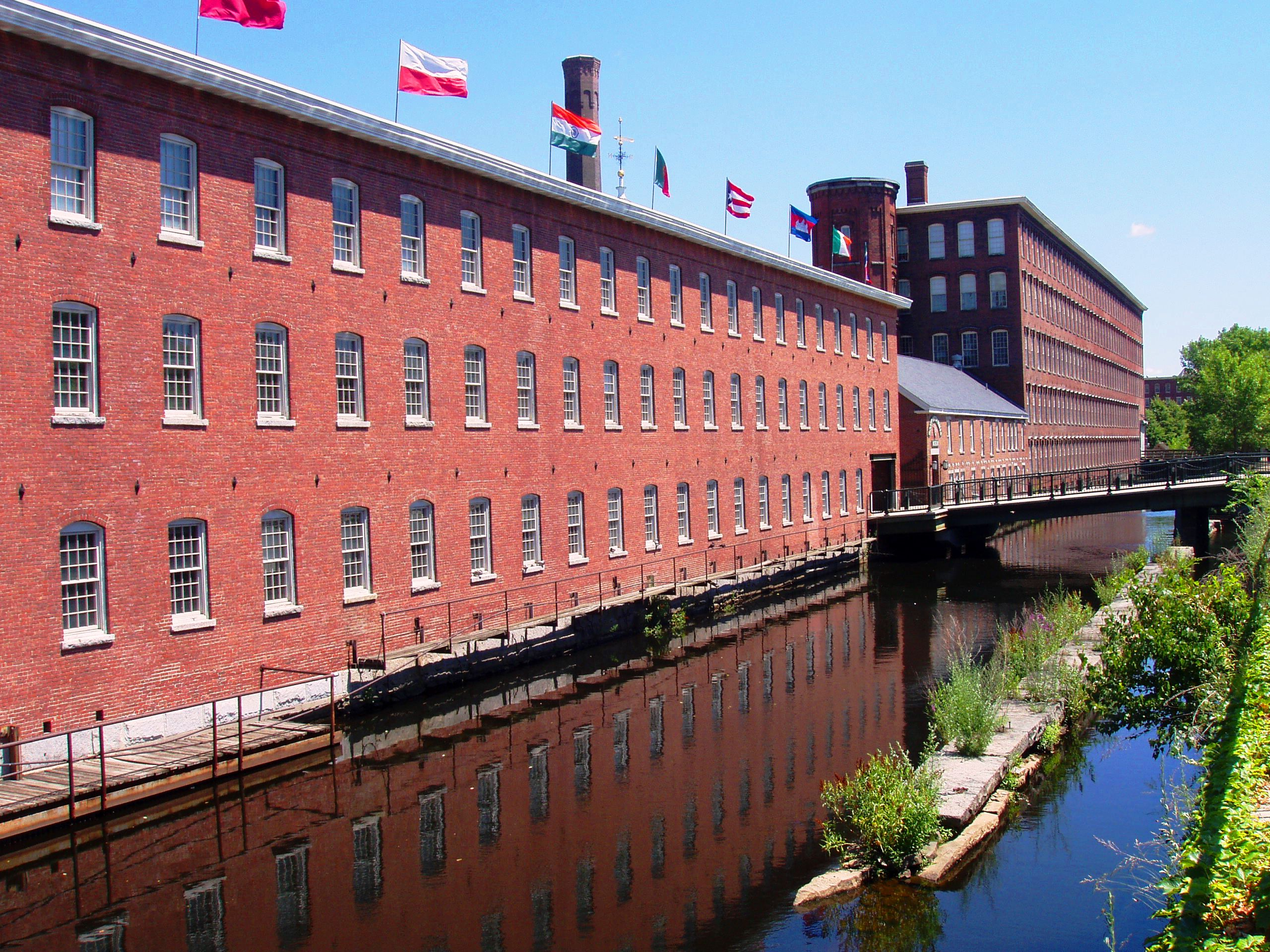
Gebäude der Textilmühle in Lowell

Szene 2. Die Textilmühle in Lowell (Massachusetts). Der Vorarbeiter Hooker empfängt eine Gruppe von Mädchen, die hier arbeiten sollen. Die sechzehnjährige Ella Burling wird sofort abgewiesen, da sie ein kleines Kind hat. Als Nächstes führt Hannah Emmeline herein. Sie wird aufgenommen und von der etwas älteren Sophie direkt in die Arbeit eingewiesen. Der Aufseher Maguire versucht, ihr Vertrauen zu gewinnen, indem er sie auf die Bibliothek hinweist. Sophie warnt sie vor ihm und drängt sie zur Arbeit, bevor ihr Gespräch im Lärm der Maschinen untergeht.
Szene 3. Die Pension. Emmeline wohnt nun mit den anderen Mädchen in der Pension von Mrs Bass, die sie zum Aufräumen und zum Gebet anhält, bevor sie zu Bett gehen dürfen. Emmeline sieht zum ersten Mal ihr eigenes Gesicht in einem Spiegel. Die beiden Mädchen träumen von einer besseren Zukunft mit einem Ehemann und einem eigenen Heim. Sophie warnt Emmeline erneut vor Maguire, der zwar gut aussehe, aber mit der Tochter des Chefs verheiratet sei.
Szene 4. Die Mühle. Um sechs Uhr endet der Arbeitstag der Mädchen. Maguire spricht Emmeline auf ihre Familie an. Als sie daraufhin in Tränen ausbricht, versucht er, sie mit einem Lied aufzumuntern, und erzählt ihr von seinem eigenen Leben als irischer Immigrant, der sich mühsam hochgearbeitet habe. Er beklagt sich über die Gefühlskälte seiner Frau und seine Sehnsucht nach etwas Wärme und bietet ihr seine Freundschaft an. Emmeline läuft eilig aus der Fabrik und ignoriert Maguires Rufe.
Szene 5. Die Pension. Emmeline befindet sich allein in der Pension und schreibt konzentriert einen Brief an ihre Eltern. Als sie draußen Maguire nach ihr rufen hört, gerät sie in Verwirrung.
Szene 6. Ein Wald bei Lowell. Emmeline ist vor Maguire auf eine Waldlichtung geflohen. Er holt sie jedoch ein, und es stellt sich heraus, dass sie ihn lediglich geneckt hat. Nachdem Emmeline ihre Zurückhaltung überwunden hat, küssen sich die beiden leidenschaftlich.
Szene 7. Die Mühle. Während der Arbeit singen die Mädchen mit gedämpfter Stimme. Sophie fragt Emmeline, warum sich Maguire nicht mehr mit ihr treffe. Emmeline schüttelt als Antwort nur schmerzerfüllt den Kopf. Hooker verkündet, dass heute der Geburtstag ihres „Wohltäters“ Mr Summers sei und sie deshalb das Gratulationslied noch einmal üben müssten. In diesem Moment trifft Summers ein, gefolgt von Maguire und dessen Frau sowie Mrs Bass. Als Emmeline Maguire sieht, hat sie einen Schwächeanfall und lässt ihre Spindel fallen. Die Mädchen unterbrechen das Lied, um nach ihr zu sehen. Sie rätseln über den Grund für den Zusammenbruch. Da erhebt sich Sophie langsam und erklärt, dass Emmeline kein Mädchen mehr sei, sondern eine vernichtete Frau – sie sei schwanger. Mrs Bass versichert, dass sie ihre Mädchen immer gut im Auge behalte und keine Schuld daran trage. Hooker besteht darauf, Emmeline wegen ihres Ungehorsams fortzuschicken. Maguire drückt ihr etwas Geld in die Hand und will mit seiner Frau den Raum verlassen. Diese reißt sich von ihm los, gibt Emmeline ihren Schal und begibt sich zu ihrem Vater, um mit diesem die Mühle zu verlassen. Maguire folgt peinlich berührt. Hooker und die anderen Mädchen führen Emmeline ohne Mitgefühl hinaus.
Szene 8. Ein Schlafzimmer im Haus von Tante Hannah in Lynn (Massachusetts). Emmeline steht kurz vor der Entbindung ihres Kindes. Hannah teilt ihr mit, dass die Adoptiveltern bereits unten warten, um es mitzunehmen. Es werde weit entfernt aufwachsen und ein neues Leben „im Herrn“ führen können. Emmeline werde ihr in Sünde geborenes Kind nie sehen. Emmeline protestiert vergeblich. Als der Moment der Geburt kommt, hilft Hannah ihr.

### Zweiter Akt
Zwanzig Jahre später
Szene 1. Salon im Haus der Familie Mosher. Emmelines inzwischen vollständig gelähmte Mutter sitzt in einem Stuhl. Sie trägt den Schal von Mrs Maguire. Emmeline tritt zögerlich mit einem Brief in der Hand ein und beklagt sich bei ihrer teilnahmslosen Mutter darüber, dass Tante Hannah keinerlei Auskunft über den Verbleib ihrer Tochter geben könne. Sie hat dieser insgeheim den Namen „Maryanne“ gegeben und leidet noch immer zutiefst über ihren Verlust. Ihr Vater Henry trifft in Begleitung von Simon Fenton ein und informiert sie darüber, dass die Schienenbauarbeiter und der neue Pensionsgast eingetroffen seien. Außerdem habe Fenton, ein wohlhabender Witwer, um ihre Hand angehalten. Als Fenton sie anspricht, erklärt Emmeline, dass sie niemals heiraten wolle. Drei von Emmelines Schwestern führen den Pensionsgast Matthew Gurney herein, und die Männer unterhalten sich zuversichtlich über den bevorstehenden Bürgerkrieg. Emmeline führt ihre Mutter aus dem Raum, und auch die beiden älteren Männer ziehen sich zurück. Matthew setzt sich, um auf seiner Mundharmonika zu spielen. Emmeline kehrt zurück, um ihre Bibel zu holen. Als sie erfährt, dass Matthew noch nicht lesen kann, verspricht sie, es ihm beizubringen. Er erzählt ihr, dass er in Kansas ein Kind habe, dessen Mutter ihn nicht heiraten wollte. Er fragt Emmeline, ob auch sie ein solches Geheimnis habe. Sie verneint dies.
Matthews Lesekünste machen Fortschritte. Emmeline hat inzwischen Gefühle für ihn entwickelt und will wissen, ob er auch im Sommer noch hier sein werde. Matthew bestätigt das. Er spielt wieder auf seiner Mundharmonika. Die Szene verdunkelt sich.
Henry informiert Matthew darüber, dass die Eisenbahnbauer am folgenden Tag nach Norden abreisen werden. Matthew entgegnet, dass er bleiben wolle, da er sich hier wie zuhause fühle und Emmeline liebe. Er fragt sie, ob sie ihn heiraten wolle. Sie fällt ihm zur Bestätigung freudig in die Arme. Henry äußert Zweifel, da Matthew deutlich jünger als sie ist. Das Paar ist jedoch bereits nach draußen gelaufen.
Matthew und Emmeline wandern eng umschlungen durch die Dunkelheit, bis sie an einer Lichtung eines großen Feldes ankommen. Als Emmeline ihn fragt, ob er nicht mehr über ihre Vergangenheit wissen wolle, meint er, dass sie erst durch ihre Begegnung ins Leben gefunden habe. Beide singen von ihrer gegenseitigen Liebe und umarmen sich leidenschaftlich. Allmählich erhellt sich die Szene, bis überall Leben ausbricht. Die Dorfbewohner singen einen Choral, und Pastor Avery beginnt die Hochzeitszeremonie. Emmelines Schwester Harriet und einige andere Frauen lästern über die alte Jungfer Emmeline, die den reichen Fenton abgewiesen habe und sich jetzt wieder für ein Mädchen halte. Nach dem Ende der Zeremonie gratulieren alle dem Paar. Man tanzt. Allmählich entfernen sich alle anderen, und die beiden tanzen alleine weiter.
Szene 2. Emmelines und Matthews unfertiges Haus. Früher Winter. Nach dem Tod von Emmelines Mutter erwarten sie und Matthew ihre Schwester Harriet, um die Pläne für die Beerdigung zu erfahren. Harriet erzählt, dass die Mutter nach Emmelines Fortgang jegliche Freude verloren habe und nur noch dem Tod entgegensah. Matthew ärgert sich über diese indirekte Schuldzuweisung. Als Emmeline erfährt, dass auch Tante Hannah kommen will, fürchtet sie, dass ihre Vergangenheit sie wieder einholen werde und Hannah versuchen könnte, ihre Ehe zu zerstören.
Szene 3. Salon im Haus der Familie Mosher. Der Sarg ist in der Wohnung aufgebahrt, und die Familie versammelt sich zum Begräbnis. Pastor Avery betet im Hintergrund, während die Gäste einander begrüßen. Emmelines Befürchtungen wegen Hannah scheinen unbegründet, da diese sich herzlich über ihre Ehe freut. Als sie jedoch Matthews Namen erfährt, erstarrt sie vor Schreck. Emmeline versteht das nicht. Sie bittet Matthew, seine Lebensgeschichte zu erzählen. Nach einer Weile erkennt sie, dass er ihr eigener Sohn sein muss, obwohl sie immer glaubte, sie habe eine Tochter. Sie flieht erschüttert aus dem Haus. Hannah bestätigt den anderen diese Tatsache. Matthew eilt Emmeline nach.
Szene 4. Das große Feld. Matthew holt Emmeline auf der Lichtung ein, auf der sie ihm ihre Liebe gestanden hatte, und bittet um Aufklärung. Emmeline versichert ihm, dass sie die Wahrheit niemals kannte. Sie fleht ihn an, bei ihr zu bleiben, doch Matthew fühlt sich verraten. Er flieht von ihr. Emmeline schwankt in Richtung der Trauerprozession, doch ihr Vater und Pastor Avery verstellen ihr den Weg. Daraufhin läuft sie verzweifelt Matthew nach.
Szene 5. Emmelines und Matthews unfertiges Haus. Emmeline ist in ihr Haus geflohen und dort zusammengebrochen. Von draußen sind wütende Rufe der anderen Frauen zu hören, die sie einer abscheulichen Sünde bezichtigen. Pastor Avery und Harriet treten ein und fragen Emmeline, was sie nun vorhabe. Harriet bezichtigt sie erneut, für den Tod ihrer Mutter verantwortlich zu sein. Sie solle sofort verschwinden. Avery will ihr etwas Geld überreichen, das die Familie gesammelt hat, doch Emmeline weist es zurück. Sie will trotz allem das Dorf nicht verlassen. Stattdessen setzt sie sich wie einst ihre Mutter in einen Stuhl, legt sich Mrs Maguires Schal um und erklärt, auf ihr Kind warten zu wollen. Die anderen verlassen das Haus. Emmeline schaukelt auf dem Stuhl hin und her und singt ihre letzte Arie. Dabei verdunkelt sich die Szene. Während sie sich über das Geschehene klar zu werden versucht, erklingen geisterhafte Stimmen aus ihrer Vergangenheit.

## Werkgeschichte
Emmeline ist die erste Oper des amerikanischen Komponisten Tobias Picker. Er hatte nach eigener Aussage bereits seit 1982 nach einem geeigneten Sujet gesucht, bis er 1990 über eine Fernseh-Dokumentation auf die Geschichte von Emmeline Mosher stieß, die ihn unmittelbar ansprach. Die Dokumentation enthielt auch ein Interview mit der Autorin Judith Rossner, die diese Geschichte zur Grundlage ihres Romans Emmeline gemacht hatte. Picker nahm mit Hilfe eines gemeinsamen Freundes Kontakt zu ihr auf und begann sofort mit den Vorbereitungen für seine Oper. Drei Jahre später erhielt er einen entsprechenden Auftrag der Santa Fe Opera. Als Librettist wurde J. D. McClatchy gewonnen. Die Oper basiert nicht direkt auf der historischen Begebenheit, sondern auf Rossners Roman, der den Ödipus-Mythos in das Amerika des 19. Jahrhunderts versetzt und aus der Perspektive der Mutter zeigt. Die Komposition entstand innerhalb von fünf Monaten ab dem Spätsommer 1994.
Die Uraufführung fand am 27. Juli 1996 an der Santa Fe Opera in einer Inszenierung von Francesca Zambello mit einem Bühnenbild von Robert Israel und Kostümen von Dunya Ramicova statt. Es sangen Patricia Racette (Emmeline Mosher), Melanie Sarakatsannis (Sophie), Michelle Bradley (Harriet Mosher), Mary Jane Kania (Ella Burling), Josepha Gayer (Mrs Bass), Anne-Marie Owens (Hannah Watkins), Curt Peterson (Matthew Gurney), Victor Ledbetter (Mr Maguire), Wright Moore (Hooker), Gregory Keel (Simon Fenton), Kevin Langan (Henry Mosher) und Herbert Perry (Pastor Avery).
1998 wurde die Produktion an der New York City Opera gezeigt. Außerdem gab es eine Ausstrahlung im amerikanischen Fernsehen. Weitere Produktionen gab es 2006 am Wheeler Opera House in Aspen (Colorado), 2015 im Opera Theatre of Saint Louis und 2019 in der Neidorff-Karpati Hall der Manhattan School of Music.
Für eine Produktion der Dicapo Opera New York 2009 erstellte Samuel Bill eine Kammerfassung mit reduzierter Orchesterbesetzung. Sie wurde dort unter dessen Leitung erstmals am 10. September 2009 in einer Inszenierung von Róbert Alföldi mit Bühnenbild von John Farrell und Kostümen von Sándoe Daróczi gezeigt und als Gastspiel auch beim Opera Competition and Festival with Mezzo Television im ungarischen Szeged gespielt. 2010 wurde sie im Cinnibar Theater Petaluma (Kalifornien) und 2017 im Boston University Theater aufgeführt.

## Gestaltung

### Musik
John von Rhein beschrieb die Musik im Chicago Tribune als „ungeniert romantisch“ („unabashedly Romantic score“) mit „sanglichen Vokallinien über breiten Feldern tonaler Harmonie“ („singable vocal lines over broad fields of tonal harmony“). Moderne Dissonanzen und rhythmische Schärfen fehlten zwar nicht, doch der Komponist vereinfache seine Sprache, um sicherzustellen, dass die Wörter deutlich erkennbar seien und jede musikalische Geste die Tragödie unterstütze.
Picker selbst versicherte, dass er mit Ausnahme des Chorals Rock of Ages in der Hochzeitsszene keine anderen Musikzitate direkt verwendet habe. Sämtliche Themen seien „aus dem Herzen der Charaktere“ heraus entstanden. Das Werk sei aus einer Reihe von Leitmotiven für die wesentlichen Momente im Leben jedes Charakters „gewoben“. Eine besondere Bedeutung schrieb er dem „Puls“ der Musik zu, der die Lebenskraft der Musik und der Charaktere darstelle. Die Worte des Arbeitsliedes in I:7 entstammen dem Lowell Offering, einem Magazin, das die in der Mühle arbeitenden Frauen in den 1840er Jahren selbst herausgaben. Damals seien sie auf Musik aus Mozarts Zauberflöte gesungen worden, doch in der Oper legte Picker ihnen eigene Musik unter. Die Streichermusik beim Übergang von der zweiten zur dritten Szene des zweiten Akts sowie der Großteil der Musik der dritten Szene ist von uralten biblischen Notationen für den 23. Psalm inspiriert.

### Orchester
Die Orchesterbesetzung der Oper umfasst die folgenden Instrumente:
- Holzbläser: zwei Flöten (2. auch Piccolo), zwei Oboen, Englischhorn, zwei Klarinetten, Bassklarinette, zwei Fagotte
- Blechbläser: vier Hörner, zwei Trompeten, zwei Posaunen, Bassposaune
- Pauken (vorzugsweise zwei Spieler)
- Harfe
- Klavier
- Mundharmonika (oder Synthesizer mit entsprechendem Sample)
- Streicher: mindestens zehn Violinen 1, acht Violinen 2, sechs Bratschen, sechs Violoncelli, drei Kontrabässe
- Bühnenmusik: Violine (im Kostüm)

Samuel Bills Kammerfassung von 2009 benötigt:
- Holzbläser: eine Flöte (auch Piccolo), eine Oboe (auch Englischhorn), eine Klarinette (auch Bassklarinette), ein Fagott
- Blechbläser: zwei Hörner, eine Trompete, eine Posaune
- Pauken
- Harfe
- Klavier
- Streicher: mindestens vier Violinen 1, drei Violinen 2, zwei Bratschen, zwei Violoncelli, ein Kontrabass

## Aufnahmen
- 27.–31. Juli 1996 – George Manahan (Dirigent), Santa Fe Opera Orchestra, Santa Fe Opera Apprentice Program for Singers Members.
 Patricia Racette (Emmeline Mosher), Melanie Sarakatsannis (Sophie), Michelle Bradley (Harriet Mosher), Mary Jane Kania (Ella Burling), Josepha Gayer (Mrs Bass), Anne-Marie Owens (Hannah Watkins), Curt Peterson (Matthew Gurney), Victor Ledbetter (Mr Maguire), Wright Moore (Hooker), Gregory Keel (Simon Fenton), Kevin Langan (Henry Mosher), Herbert Perry (Pastor Avery).
 Mitschnitt der Uraufführungsproduktion aus der Santa Fe Opera.
 Albany TROY 284-5 (2 CDs); TV-Übertragung im amerikanischen Fernsehen.[5]
- 15. November 2009 – Samuel Bill (Dirigent), Róbert Alföldi (Regie), John Farrell (Bühne), Sándor Daróczi (Kostüme), Susan Roth (Lichtdesign), Pannon Philharmonic Orchestra.
 Kristin Sampson (Emmeline Mosher), Antoni Mendezona (Sophie), Christina Rohm (Harriet Mosher), Kristen Lamb (Ella Burling), Lisa Chavez (Mrs Bass), Iulia Merca (Hannah Watkins), Zoltán Nyári (Matthew Gurney), Zeffin Quinn Hollis (Mr Maguire), David Gagnon (Hooker), Stephen Lavonier (Simon Fenton), Sam Smith (Henry Mosher), Peter Campbell (Pastor Avery).
 Video; live vom Opera Competition and Festival with Mezzo Television aus dem Nationaltheater Szeged (Ungarn); Produktion der Dicapo Opera New York.
 Übertragung auf Mezzo TV.[7]